# Walnut Grove (Waszyngton)
Walnut Grove – jednostka osadnicza w Stanach Zjednoczonych, w stanie Waszyngton, w hrabstwie Clark.